# 宮前岳巳
宮前 岳巳（みやまえ たけみ、1968年11月1日 - ）は、中日ドラゴンズに所属するアスレティックトレーナー、元プロ野球コーチ。大阪府出身。野球選手の経験はない。

## 経歴
高校時代は清風高等学校に在籍していた。陸上競技部で専門種目は400mハードル。4×400mリレーでは昭和61年の山口で開催された全国インターハイに出場。準決勝に進出している。高校卒業後、大阪体育大学に入学した。
大学卒業後、啓光学園ラグビー部のトレーナーとなる。その後三菱ふそう川崎硬式野球部のトレーナーを務め、都市対抗野球大会で2回の優勝をしている。
2003年12月18日に、プロ野球・中日ドラゴンズとトレーニングコーチの契約を結んだ。肩書は2013年までトレーニングコーチ、2014年はコンディショニングコーチ、2015年はコンディショニングトレーニングコーチ、2016年以降はコンディショニングコーチに戻った。
2021年からはコーチの肩書は外れるものの、S&C二軍担当として球団に残る。
2023年1月、名古屋市東区代官町にて宮前鍼灸院を開業。

## 人物・エピソード
- 2017年2月1日〜27日に行われた中日の沖縄春季キャンプに同行した際、宮前を撮影した写真が中日広報・石黒哲男によって球団公式ツイッターに連日掲載された[7]。2月15日からはとうとう「今日の宮前コーチのコーナー」とまで書かれるようになっていた[8]。掲載された写真は、沖縄の食品を持っていたり寒さに凍えたりするだけの取るに足らない写真もあれば、練習後の阿部寿樹のアイシングをしている様子や沖縄から帰るために準備をしている姿といった、普段はスポットの当たりにくい裏方の働きの分かる写真など様々であった。2018年の春季キャンプでも同様のツイートが連日行われていた[9]。
- 2017年2月27日、北海道でのオープン戦への移動のためチームで那覇空港にいたところ、体調不良で倒れている男性に遭遇し、同じく中日コンディショニングコーチの勝崎耕世とともに空港職員に指示を出すなど人命救助を手伝った[10]。

## 詳細情報

### 背番号
- 93（2004年 - 2019年）
- 96（2020年）[11]